# Éclaireurs séminoles noirs
Les Éclaireurs séminoles noirs sont des Noirs d'origine africaine de la tribu multiethnique des amérindiens Séminoles qui furent employés en tant qu'éclaireurs par l'armée des États-Unis entre 1870 et 1914. Malgré son nom, l'unité comprenait à la fois des Séminoles noirs, et certains Indiens séminoles. Cependant, comme la plupart des éclaireurs séminoles étaient de descendance africaine, ils étaient souvent rattachés aux régiments des Buffalo Soldiers afin de guider les troupes en territoire hostile. La majorité de leur service eut lieu au cours des années 1870, alors qu'ils jouèrent un rôle important dans la fin des guerres indiennes du Texas (en),.

## Historique de l'unité

### Guerres indiennes du Texas
Dans les années 1870, les Indiens séminoles vivaient dans une réserve du Territoire indien, mais à l'origine ils venaient de Floride. Avant l'abolition de l'esclavage par le gouvernement des États-Unis en décembre 1865, plusieurs centaines d'esclaves noirs échappèrent à leurs maîtres et cherchèrent refuge parmi les Séminoles de Floride. Peu de temps après que les Séminoles durent quitter le Territoire Indien, les Séminoles noirs fuirent en direction de l'État de Coahuila, au Mexique, pour échapper à l'esclavage. Ils furent accueillis par les Mexicains et rejoints plus tard par les indiens Séminoles, les Blacks Creek et les Blacks Cherokees. En 1870, l'armée des États-Unis diffusa un message à l'attention du chef des Séminoles noirs John Horse, les invitant, lui et son groupe, à revenir aux États-Unis pour s'enrôler comme éclaireurs indiens et contribuer à la lutte contre les Indiens. Près de 200 Séminoles noirs acceptèrent l'accord, pensant qu'il se verraient attribuer des terres, de la nourriture et des provisions, ainsi que le remboursement de leurs frais de déplacement. Mais au fil des années, aucune de ces conditions ne fut remplie. Les futurs éclaireurs franchirent la frontière le 4 juillet et furent officiellement engagés le 18 août à Fort Duncan, près de Eagle Pass, Texas. Cependant, en juillet 1872, la plupart des éclaireurs furent déplacés à Fort Clark, près de Brackettville. Leur premier chef efficace fut un Quaker, vétéran de la guerre de Sécession, le lieutenant John L. Bullis, les autres étant trop peu fiables pour réussir à les contrôler. Le fait d'avoir commandé des soldats noirs pendant la guerre civile permit à Bullis d'être apprécié et obéi de ses hommes, à tel point que certains lui demandèrent même de procéder à des mariages au sein de la tribu. Entre mai 1872 et 1881, les éclaireurs séminoles participèrent à de nombreux combats couronnées de succès contre les Comanches, les Kiowas, les Apaches et les Kickapoos, les obligeant parfois à se déplacer au Mexique, dans les Territoires indiens et le Kansas,,.
Au cours de leur service aucun des cinquante hommes ne fut ni tué ni gravement blessé. En général, les éclaireurs combattaient avec les régiments de cavalerie stationnés à Fort Clark, mais, à l'occasion, lançaient leurs propres opérations. Fort Clark fut aussi le siège de l'état-major du colonel Ranald S. Mackenzie, qui dirigea plusieurs expéditions au Mexique pour punir les Indiens qui traversaient la frontière pour organiser des raids contre les États-Unis. Mackenzie joua un rôle clef dans la fin des guerres indiennes du Texas. En 1873, le secrétaire à la Guerre, William W. Belknap et le général Philip Sheridan se rendirent à Fort Clark pour une "rencontre secrète" avec Mackenzie. Ils décidèrent que le colonel allait conduire une expédition punitive au-delà de la frontière pour lutter contre les Lipan et que les éclaireurs le guideraient. Le 17 mai 1873, le colonel Mackenzie franchit la frontière à Coahuilla avec les éclaireurs ainsi qu'un détachement du 4e de Cavalerie. Ils combattirent avec succès au cours d'une escarmouche contre les raiders Kickapoo à El Remolino, empêchèrent l'armée mexicaine d'intervenir et se replièrent ensuite vers le fort. Au cours de la guerre de la Rivière Rouge, un engagement notable se produisit le 19 septembre 1874, lorsque trois éclaireurs séminoles noirs et deux éclaireurs Tonkawas furent envoyés par Mackenzie à la recherche d'ennemis. Au cours du voyage, les cinq hommes tombèrent dans une embuscade organisée par une quarantaine de Kiowas. La seule solution était pour eux d'essayer de se frayer un chemin et de s'échapper. Les détails du combat sont flous, mais l'éclaireur Adam Payne reçut la Médaille d'Honneur pour avoir risqué sa vie pour sauver celle des autres. Sous le feu, Payne riposta contre les Kiowas, permettant aux quatre autres hommes de s'en tirer. Finalement Payne, dont le cheval fut abattu sous lui, réussi à tuer l'un des attaquants et à prendre son cheval. Payne fut décoré pour son "habituelle bravoure" , bien qu'il n'existe aucune preuve qu'il ait jamais reçu la médaille en personne.
Trois autres éclaireurs reçurent la Médaille d'Honneur en 1875 pour leur "bravoure et leur loyauté" lors d'une escarmouche qui eut lieu le 25 avril contre les Comanches qui avaient attaqué une diligence le 5 avril et volé des chevaux. Les éclaireurs John Ward, Isaac Payne et Pompey Factor participaient avec le lieutenant Bullis à une expédition pour localiser le campement comanche sur le bas de la rivière Pecos. Ils découvrirent le camp et un combat s'ensuivit. Les éclaireurs descendirent de cheval et se cachèrent derrière de gros rochers afin de paraître plus nombreux. Selon le rapport de Bullis "nous avons par deux fois pris leurs chevaux et en avons tué trois et blessé un quatrième". Mais une trentaine d'ennemis, découvrit la supercherie et tenta de reprendre le dessus en séparant les éclaireurs de leurs montures. Les éclaireurs réussirent à rejoindre leurs chevaux lorsqu'ils s'aperçurent que le lieutenant Bullis était resté en arrière. Sous un feu nourri, les éclaireurs  retournèrent en arrière et sauvèrent leur chef. 
En mai 1876, le chef John Horse fut grièvement blessé et l'éclaireur Titus Payne fut tué au cours d'un échange de tirs à Eagle Pass. Il n'y eut apparemment eu aucun effort de conduit pour arrêter les tireurs car il semble que l'ancien hors-la-loi et à ce moment shérif John King Fisher fut soupçonné d'être responsable de ces tirs. Fisher était, dans sa jeunesse, un voleur de chevaux de bétail, bien connu pour sa haine des éclaireurs. En 1876, il était shérif du comté de Kinney sur lequel il exerçait un contrôle total. En raison de cette puissance Fisher était intouchable. L'escarmouche créa de l'agitation au sein de la communauté des Séminoles noirs et, au cours des mois suivants, il y eut de nombreuses bagarres et émeutes. Les colons américains tentèrent de faire dissoudre l'unité, mais d'autres demandèrent à ce que l'armée engage tous les hommes séminoles noirs comme éclaireurs, afin de les protéger des hors-la-loi et des Indiens hostiles.
À la fin août, John Ward, le frère de Scott, fut accusé d'avoir volé cinq chevaux puis, en septembre Isaac Payne et Dallas Griner furent accusés du vol d'un cheval du shérif adjoint Claron A. Windus. Les deux échappèrent à l'arrestation et s'enfuirent à Nacimient, au Mexique. Mais ils commirent l'erreur de retourner à Brackettville en décembre pour célébrer la venue de la nouvelle année. Le shérif de Brackettville, Lorenzo C. Crowell, en fut informé et prépara l'arrestation des fugitifs. Dans la nuit du 31 décembre, le shérif Crowell, son adjoint Windus ainsi qu'un charretier du nom de Jonathan May se rendirent à la réserve séminole à la sortie de la ville et se positionnèrent autour du camp pour capturer les deux hommes. Un rapport ultérieur dit qu'une compagnie de soldats aida à l'arrestation, mais s'ils étaient sur place, ils ne prirent aucune part active à l'événement. À minuit le shérif Crowell fit son apparition. Certains témoignages disent que les Séminoles Noirs dansaient dans une église quand Crowell est apparu, d'autres disent que la célébration avait lieu sur la propriété de l'éclaireur Friday Bowleg. Selon un témoignage, Adam Payne dansait lorsqu'il entendit Crowell appeler son nom. Quand il se retourna Claron Windus lui tira dessus avec un fusil de chasse, "si près que la victime s'enflamma." D'autres versions disent qu'il y eut une lutte pendant que Crowell essayait de menotter les hommes et qu'Adam et l'éclaireur Frank Enoch furent abattus alors qu'ils essayaient de s'échapper. L'éclaireur Bobby Kibbett attaqua alors Windus et pendant que Windus et Crowell étaient en lutte avec lui, Isaac Payne et Dallas Griner s'enfuirent pour le Mexique. Le corps d'Adam fut remis à la famille pour l'enterrement et Enoch mourut pendant l'opération de chirurgie à Brackettville. Bobby Kibbett fut plus tard jugé et acquitté pour tentative de meurtre sur le shérif adjoint Windus et les charges retenues contre Isaac Payne et Dallas Griner furent abandonnées. Payne séjourna au Mexique pour quelques semaines avant de retourner à Fort Clark pour se ré-engager,.
En 1878, le colonel Ranald S. Mackenzie fut rappelé au fort afin de conduire une expédition contre les Kickapoos. À l'issue de cette campagne, les guerres indiennes du Texas furent considérées comme terminées, les indiens hostiles étant ou morts, ou vivant dans une réserve. Cependant, le 23 février 1893, les éclaireurs combattirent dans une dernière escarmouche contre des bandits mexicains à Las Muias Ranch, à une trentaine de kilomètres au nord de Fort  Ringgold dans le Comté de Starr.

### Démobilisation et héritage
Le éclaireurs séminoles noirs furent dissous vingt-et-un ans plus tard, en 1914, et la plupart furent forcés de quitter la réserve de Fort Clark avec leurs familles. Seulement vingt-sept Séminoles Noirs furent autorisés à rester au fort, mais uniquement jusqu'à ce que les personnes âgées soient décédées. Le rapport officiel de la dissolution est le suivant :

"En conformité avec les ordres contenus dans le 3ème arrêté de l'Etat-major sud du 7 mai 1914, et le 5ème arrêté du Ministère de la Guerre, du 29 juin 1914, transmis sous le numéro 2128018-A. A. G. O., le 16 avril 1914 relatif aux éclaireurs indiens séminoles noirs. L'unité d'éclaireurs des Séminoles noirs sera dissoute et cessera d'exister en tant qu'organisation après le 30 septembre 1914. Les éclaireurs seront libérés du service des États-Unis en trois détachements comme suit: 
- les soldats, Curly Jefferson, Fay July, Sam Washington, et Charles J. July le 31 juillet 1914. Un tiers des éclaireurs libérés le 31 juillet, en comptant leurs familles, devront quitter Fort Clark entre le 1er août et le 15 aout 1914 avec l'ensemble de leurs biens. 
- les autres éclaireurs seront libérés du service le 30 septembre 1914 : 1er Sergent John Shields, soldats: Antonio Sanchez, Isaac Wilson et William Wilson. Le reste de la population, y compris les éclaireurs libérés le 30 septembre 1914, ainsi que leurs familles, à l'exception de ceux mentionnés dans le paragraphe suivant quittera Fort Clark entre le 1er et le 15 octobre 1914, avec tous ses biens. Les éclaireurs suivants sont autorisés à rester avec leurs familles à Fort Clark jusqu'à ce que les personnes âgées décèdent ou que le ministère de la Guerre en ordonne autrement. Après le départ des familles du camp des éclaireurs, les bâtiments qui ne sont pas utilisés par les personnes autorisées à rester, seront démolis."

Les restes de nombreux éclaireurs reposent dans le Cimetière des éclaireurs indiens du Kinney County, Texas, y compris ceux décorés de la médaille d'honneur, John Ward, Pompey Factor, Adam Paine et Isaac Payne ainsi que les membres de leur famille. Les descendants des éclaireurs Séminoles noirs vivent encore dans le sud du Texas (Brackettville, Texas, Del Rio, Texas) et le nord du Mexique.